# Lycengraulis limnichthys
Lycengraulis limnichthys is een straalvinnige vissensoort uit de familie van de ansjovissen (Engraulidae). De wetenschappelijke naam van de soort is voor het eerst geldig gepubliceerd in 1949 door Schultz.